# Palmodes
Genre
Palmodes est un genre d'insectes hyménoptères de la famille des sphécidés. Ce sont des guêpes solitaires et fouisseuses. Les proies chassées pour nourrir les larves sont des Sauterelles, rapportées au nid en les traînant au sol.

## Liste des espèces européennes
D'après Fauna Europaea :

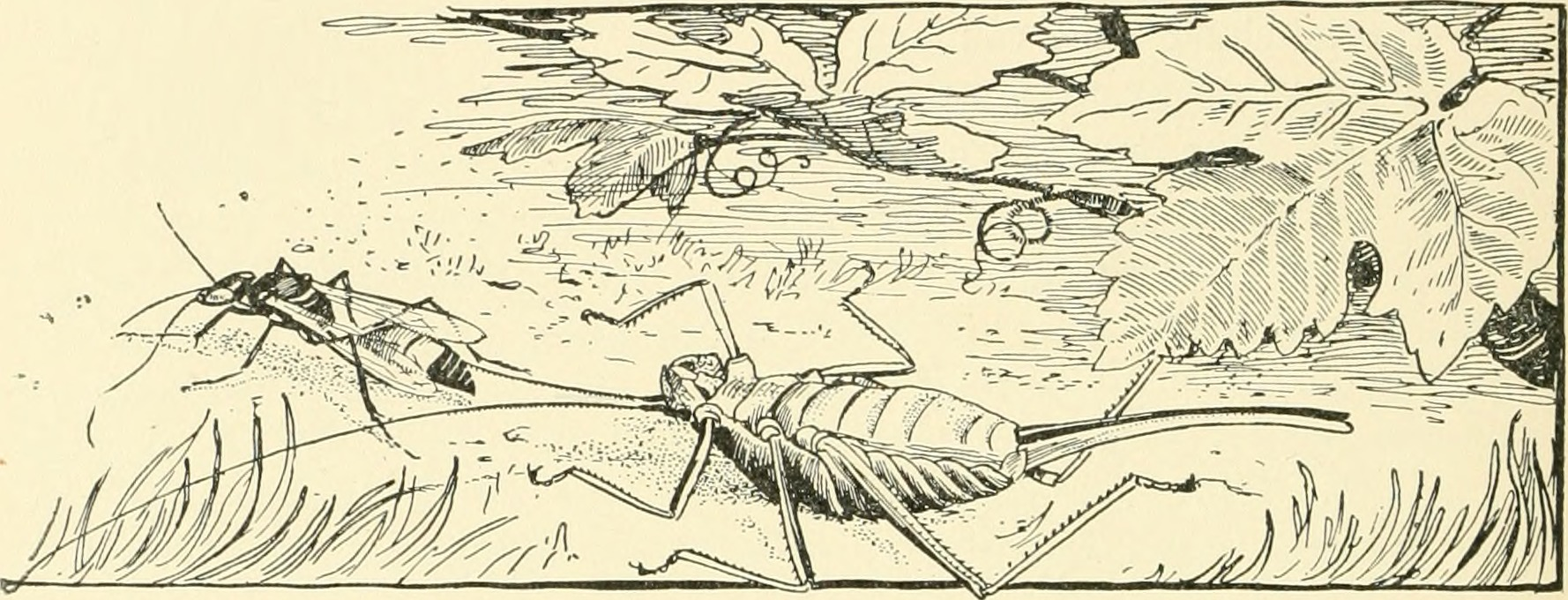
Palmodes occitanicus tirant une Ephippiger par les antennes pour la ramener à son nid

- Palmodes melanarius (Mocsary, 1883)
- Palmodes occitanicus (Lepeletier & Serville, 1828)
- Palmodes strigulosus (A. Costa, 1843)

## Liste complète des espèces
D'après ITIS :
- Palmodes californicus R. Bohart and Menke, 1961
- Palmodes carbo Bohart and Menke, 1963
- Palmodes dimidiatus (De Geer, 1773)
- Palmodes garamantis (Roth, 1959)
- Palmodes hesperus Bohart and Menke, 1961
- Palmodes insularis Bohart and Menke, 1961
- Palmodes laeviventris (Cresson, 1865)
- Palmodes lissus Bohart and Menke, 1961
- Palmodes melanarius (Mocsáry, 1883)
- Palmodes minor (F. Morawitz, 1890)
- Palmodes occitanicus (Lepeletier de Saint Fargeau and Serville, 1828)
- Palmodes orientalis (Mocsáry, 1883)
- Palmodes palmetorum (Roth, 1963)
- Palmodes parvulus (Roth in de Beaumont, 1967)
- Palmodes praestans (Kohl, 1890)
- Palmodes pusillus (Gussakovskij, 1930)
- Palmodes sagax (Kohl, 1890)
- Palmodes strigulosus (A. Costa, 1861)
- Palmodes stygicus Bohart and Menke, 1961